# جایزه کول
جایزه کول جایزه ای است در زمینه ریاضیات که از سوی انجمن ریاضی آمریکا در دو شاخه جبر و نظریه اعداد به پژوهشگرانی داده می‌شود که مقاله‌های برجسته ای در مجله‌های ریاضیات آمریکایی به چاپ رسانده باشند. این جایزه که در سال ۱۹۲۸ بنیانگذاری شده‌است، هم‌اکنون هر ۳ سال یک بار اهدا می‌شود. این جایزه به افتخار ریاضیدان آمریکایی فرانک نلسون کول نامگذاری شده‌است. 